# Becoming the Archetype
Becoming the Archetype est un groupe de metal chrétien,, américain, originaire d'Atlanta, en Géorgie. D'abord connu sous le nom de Nonexistent Failure puis The Remnant, il prend son nom en 2004. À la fin de 2011, les derniers membres issus de la formation originale (de The Remant et Nonexistant Failure), le bassiste et chanteur Jason Wisdom et le batteur Brent Duckett quittent le groupe.

## Biographie

### Terminate Damnation(2004–2006)
Avant de signer chez Solid State Records, le groupe, baptisé The Remnant, enregistre un album indépendant portant leur nom. Les musiciens de base sont Jason Wisdom (chant et basse), Sean Cunningham (guitare/cornemuse/chœurs), Brent Duckett (drums/chant occasionnel), John Starr (guitare) et Jackob Franklin (guitare). En décembre 2004, le groupe signe avec Solid State, change de nom et enregistre son premier album, Terminate Damnation, nommé ainsi d'après un morceau du groupe de thrash/death metal chrétien Mortification. Cet enregistrement comporte des éléments inspirés du metal progressif, du death metal et du metalcore.
En 2006, le guitariste du groupe, John Starr, présent depuis longtemps dans la formation, décide de quitter le groupe pour raisons personnelles, mais en bons termes. Terminate Damnation est pressé en vinyle par Broken Circle Records, en série limitée de 500 exemplaires.

### The Physics of Fire(2006–2008)
La première tournée du groupe en 2006 comporte 24 dates en Europe, en compagnie des groupes The Chariot et Shaped by Fate, avec Alex Kenis (du groupe de death metal progressif Aletheian) comme guitariste de remplacement. En juillet 2006, le guitariste Sean Cunningham quitte le groupe pour son dernier semestre au collège, et poursuivre sa carrière à plein temps. Déterminé à ressortir un album, le groupe reprend le chemin du studio en automne 2006. The Physics of Fire sort en mai 2007. Becoming the Archetype fait la promotion de l'album sur la tournée The Trilogy of Hairs : « Amène ta propre barbe, Coiffe ta perruque en arrière, Nais avec une moustache ». L'image du crâne barbu, né de « Bring your own beard » et baptisé Clifton, devient la mascotte du groupe, selon Jason Wisdom. À la même période, Brent Duckett prend un congé indéfini du groupe pour raisons personnelles.

### Dichotomy(2008–2010)
L'année 2008 marque d'importants changements internes à la formation. Alex Kenis quitte le groupe et est remplacé par le guitariste fondateur, John Starr. Durant l'été 2008, le groupe compose pour son troisième album, et enregistre le projet avec le batteur additionnel Brandon Lopez. En novembre 2008, Becoming the Archetype sort l'album Dichotomy. L'album est inspiré en intégralité de l'œuvre littéraire La Trilogie cosmique de C. S. Lewis, et use des mêmes thèmes : biologie contre technologie et homme contre machine. Le sixième morceau de l'album, Ransom, porte le même nom que le personnage principal de la trilogie.
L'album se vend à 2 300 exemplaires aux États-Unis la semaine de sa sortie ; il figure également à la 18e position du « Top 100 des albums de nouveaux artistes » (Heatseekers). Le 31 octobre 2008, Brent « Duck » Duckett réintègre la formation. Becoming the Archetype est représenté dans l'édition novembre/décembre de HM Magazine. En octobre 2009, le groupe enregistre un nouveau single, intitulé Necrotizing Fasciitis, qu'ils mettent en vente accompagné d'un t-shirt à thème assorti. Sur la pochette du single, on retrouve Clifton, le crâne à barbe. En 2010, John Starr quitte à nouveau Becoming the Archetype, et est remplacé par le guitariste Daniel Gailey.

### Celestial CompletionetI Am(2011–2012)
Celestial Completion est le quatrième album studio de Becoming the Archetype, publié le 29 mars 2011. Juste avant sa sortie, le groupe sort un single intitulé The Magnetic Sky afin de promouvoir l'album. Cet enregistrement comporte une multitude de nouveaux concepts et expérimentations, notamment des passages à la cithare et au trombone.
En octobre et novembre 2011, Becoming the Archetype mène une tournée en Europe, et se produit entre autres à la dernière édition du Nordic Fest à Oslo et au Blast of Eternity à Heilbronn. La formation était composée en intégralité de musiciens inconnus des fans, à l'exception du guitariste Seth Hecox, mais ce n'est que fin novembre que Seth Hecox annonce par le biais du site officiel de Becoming the Archetype que Jason Wisdom quitte le groupe pour raisons familiales, ainsi que Brent Duckett. Il déclare également que Chris McCane est le nouveau chanteur, et plus tard, sur la page Facebook du groupe, que le nouveau batteur est Michael McClellan et qu'ils cherchent un nouveau bassiste. La dernière annonce de Seth Hecox est que Daniel Gailey et lui-même sont en train de composer pour un prochain album.
Un nouvel album voit le jour en 2012, empreint de tous les changements de membres et de direction, I Am,.

### Septième album (depuis 2015)
Vers 2015, le guitariste Dan Gailey annonce de nouvelles chansons, mais dément toute implication de la formation ayant enregistré I Am.

## Étymologie
Le nom « Becoming the Archetype » prend pour origine un verset de la Bible : « Dieu dit : Faisons l'homme à notre image. », Genèse 1:26. Jésus-Christ ayant été le seul homme à avoir eu une vie sans péché, cela en fait l'archétype de l'humanité. Le but de l'existence de chaque chrétien est de ressembler à Jésus, donc de devenir cet archétype.

## Membres

### Membres actuels
- Seth « Count » Hecox – guitare, clavier, chant (depuis 2004)
- Jason Wisdom – chant, basse (1999-2011, 2022)
- Brent « Duck » Duckett – batterie (1999-2008, 2008-2011, 2022)

### Anciens membres
- Michael McClellan – batterie (2011-2012)
- Alex Kenis – chant, guitare (2006–2008)
- Sean Cunningham – guitare, cornemuse, chœurs (1999-2006)
- Jon Star – guitare (1999-2006 ; 2008-2010)
- Jackob Franklin – guitare (2001-2004)
- Wes Gaither – basse (2000–2003)
- Brandon Lopez – batterie (2008)
- Chris McCane – chant (depuis 2011)
- Daniel Gailey – guitare (depuis 2010)
- Chris Heaton - batterie
- Codey Watkins - basse

## Discographie
- 2002 : In Loving Memory of Everything… I Never Had (démo)
- 2003 : The Remnant (autoproduction)
- 2004 : Death, Destruction, and Mayhem (démo)